# Juraj Šimurka
Juraj Šimurka (* 10. Mai 1961 in Trenčín) ist ein ehemaliger slowakischer Fußballspieler und derzeitiger Fußballtrainer.

## Spielerkarriere
Šimurka spielte in seiner Jugend für Jednota Trenčín, 1979 wechselte er zu ZŤS Petržalka, mit dem er 1981 in die 1. tschechoslowakische Liga aufstieg. Ein Jahr später wechselte der Torwart zu Slavia Prag. Zunächst war er die Nummer eins, später war er nur noch Ersatz. Von 1986 bis 1987 absolvierte Šimurka seinen Wehrdienst bei Dukla Tábor, anschließend kehrte er zu Slavia zurück und teilte sich die Zeit im Tor mit Milan Veselý.
Der Torhüter wechselte 1988 zu FC Zbrojovka Brno in die 2. Liga und konnte den Aufstieg in die höchste Spielklasse feiern. Anfang 1990 ging Šimurka zu Sklo Union Teplice, nach einem halben Jahr wechselte er erneut den Verein und schloss sich dem Zweitligisten Spartak Trnava an, dem er zum Aufstieg in die 1. Liga verhalf. Er ging nach in die zweite Liga zu SH Senica, Anfang 1992 wechselte er zu FC Bohemians Prag, wo er zweieinhalb Jahre die Nummer eins war. Seine letzte Station war von 1994 bis 1998 Viktoria Žižkov.

## Trainerkarriere
Šimurka begann seine Trainertätigkeit als Assistent bei Viktoria Žižkov in der Spielzeit 1998/99. In der folgenden Saison war er Trainer des Prager Drittligisten Sparta Krč, von 2000 bis 2003 war er beim Zweitligisten SC Xaverov Horní Počernice tätig. In der Spielzeit 2003/04 betreute er den slowakischen Verein MŠK Žilina, von Juli 2004 bis April 2005 saß Šimurka beim SK Hradec Králové auf der Trainerbank. Von Juni 2006 bis Anfang Mai 2008 war er erneut Trainer bei Sparta Krč, mit dem ihm im Mai 2007 der Aufstieg in die 2. Liga gelang.
In der Saison 2008/09 war Šimurka bei Sparta Krč Sportdirektor, zur Saison 2009/10 wurde er Co-Trainer bei Viktoria Žižkov.